# Team Freedom 2023
Questa voce raccoglie le informazioni riguardanti il Team Freedom nelle competizioni ufficiali della stagione 2023.

## Stagione
Il Team Freedom partecipa al suo terzo campionato NVA. Dopo il terzo posto in National Conference, partecipa ai play-off scudetto, dove viene eliminato ai quarti di finale dagli OC Stunners.

## Organigramma societario
Area direttiva
- Presidente: Justin Beaumont

Area tecnica
- Allenatore: Carlo Edra

## Rosa
| N° | Nome                | Ruolo | Data di nascita  | Nazionalità sportiva |
| -- | ------------------- | ----- | ---------------- | -------------------- |
| 1  | Samuel Schuldenberg | L     | 15 luglio 1999   | Stati Uniti          |
| 2  | Andrew Zaleck       | O     | 29 novembre 2000 | Stati Uniti          |
| 3  | Jacob Milnazik      | S     | 16 giugno 1998   | Stati Uniti          |
| 6  | Douglas Dzema       | C     | 23 maggio 1995   | Stati Uniti          |
| 7  | Timothy Ferriter    | S     | 27 agosto 1994   | Stati Uniti          |
| 9  | Chris Vaughan       | S     | 27 agosto 1993   | Stati Uniti          |
| 11 | Jared Ray           | S     | 12 gennaio 2001  | Stati Uniti          |
| 12 | Matthew Seifert     | C     | 11 dicembre 1992 | Stati Uniti          |
| 13 | Matthew Elias       | P     | 23 dicembre 1993 | Stati Uniti          |
| 14 | Ian Capp            | S     | 9 dicembre 1997  | Stati Uniti          |
| 15 | John Cunningham     | L     | 5 agosto 1992    | Stati Uniti          |
| 18 | Thomas Burrell      | C     | 4 luglio 1996    | Stati Uniti          |
| 20 | Matthew Buffum      | C     | 20 gennaio 1996  | Stati Uniti          |
| 21 | Derek Sullivan      | P     | 22 aprile 1994   | Stati Uniti          |
| 24 | Joseph Norman       | O     | 25 maggio 1994   | Stati Uniti          |

## Statistiche

### Statistiche di squadra
| Competizione | Punti | In casa | In casa | In casa | In trasferta | In trasferta | In trasferta | Totale | Totale | Totale |
| Competizione | Punti | G       | V       | P       | G            | V            | P            | G      | V      | P      |
| ------------ | ----- | ------- | ------- | ------- | ------------ | ------------ | ------------ | ------ | ------ | ------ |
| NVA          | 21    | -       | -       | -       | -            | -            | -            | 11     | 6      | 5      |
| Totale       | -     | -       | -       | -       | -            | -            | -            | 11     | 6      | 5      |

G = partite giocate; V = partite vinte; P = partite perse

### Statistiche dei giocatori
Dati non disponibili.